# Mohammad Nouri
Mohammad Nouri (per. محمد نوری, ur. 9 stycznia 1983 w Songor) – irański piłkarz występujący na pozycji ofensywnego pomocnika w drużynie Persepolis Teheran.

## Kariera piłkarska
Mohammad Nouri jest wychowankiem klubu Homa Teheran. W 2005 trafił do zespołu Sepahan Isfahan. W sezonach 2005/2006 i 2006/2007 wywalczył z tą ekipą Puchar Hazfi. W 2007 przeszedł do drużyny Saba Kom. W latach 2010–2015 grał w klubie Persepolis Teheran, z ligi Pucharu Zatoki Perskiej. Następnie grał w Al-Mesaimeer SC i Teraktor Sazi, a w 2018 trafił do Pars Jonoubi Jam.
Mohammad Nouri w 2008 zadebiutował w reprezentacji Iranu. W 2011 został powołany do kadry narodowej na Puchar Azji. Jego drużyna zajęła pierwsze miejsce w grupie i odpadła w ćwierćfinale z Koreą Południową. Nouri strzelił na tym turnieju jedną bramkę, w ostatnim meczu fazy grupowej ze Zjednoczonymi Emiratami Arabskimi (3:0).

### Sukcesy

#### Sepahan
- Zwycięstwo
  - Puchar Hazfi: 2006, 2007